# Scaphoideus fletcheri
Scaphoideus fletcheri är en insektsart som beskrevs av William Lucas Distant 1908. Scaphoideus fletcheri ingår i släktet Scaphoideus och familjen dvärgstritar. Inga underarter finns listade i Catalogue of Life.